# Роздобудько Олена Михайлівна
Олена Михайлівна Роздобудько (28 липня 1989) — українська легкоатлетка. Майстер спорту України міжнародного класу. Учасник літніх Паралімпійських ігор 2016 року.
Займається легкою атлетикою у Запорізькому регіональному центрі з фізичної культури і спорту інвалідів «Інваспорт».

## Досягнення
- Бронзова призерка чемпіонату Європи 2014 року.
- Бронзова призерка чемпіонату світу 2015 року.
- Срібна призерка (потрійний стрибок) чемпіонату світу 2016 року.